# Amande de B'Neville
Amande de B'Neville (née le 23 avril 2010) est une jument Selle français de robe baie, montée en concours complet d'équitation par la cavalière allemande Julia Krajewski avec qui elle décroche la médaille d'or individuelle de la discipline aux Jeux olympiques de Tokyo en 2021. 

## Histoire
Amande de B'Neville naît le 23 avril 2010, à l'élevage de Jean-Baptiste Thiébot, à Benoîtville dans le département de la Manche, en France. Elle est l'un des deux chevaux de complet les plus performants de cet élevage originellement tourné vers le saut d'obstacles, avec Piaf de B'Neville. D'après son éleveur, dès son plus jeune âge, elle montre des qualités qui la prédisposent au sport de haut niveau. Jean-Baptiste Thiébot estime qu'elle aurait pu concourir en saut d'obstacles jusqu'à 1,40 m.
Elle travaille très peu durant son année de 4 ans, son éleveur estimant qu'il faut laisser aux poulains le temps de grandir. Elle est montée à partir de 5 ans par Arthur Le Vot, qui l'a également débourrée. Sa première saison de concours est excellente, avec une dizaine de parcours d'obstacles sans fautes. À son retour chez l'éleveur après sa saison, elle est repérée par Myriam Meylemans, qui l'achète et l'emmène en Belgique. Par la suite, la jument rejoint les écuries de la cavalière allemande de concours complet Julia Krajewski.
Le 2 mai 2021, elle décroche la victoire au CCI4* de Saumur.

### Participation aux Jeux olympiques de Tokyo 2020
Aux Jeux olympiques d'été de 2020 à Tokyo, elle remporte la médaille d'or individuelle de la discipline.

## Description
Amande de B'Neville est une jument de robe baie, inscrite au stud-book du Selle français. Elle mesure 1,68 m à l'âge de quinze mois.
Son éleveur la décrit comme une jument dotée d'un très bon mental, de beaucoup d'étendue et d'un caractère facile, avec pour seul défaut une certaine raideur.

## Palmarès
Elle atteint un indice de concours complet (ICC) de 149 en 2018.

## Origines
C'est une fille de l'étalon Oscar des Fontaines,. Sa mère Perle de B'Neville est une fille de l'étalon Selle français Élan de la Cour.